# آندرئاس اشلوتر
آندرئاس اشلوتر (آلمانی: Andreas Schlütter; ۱۷ اوت ۱۹۷۲) اسکی‌باز صحرانوردی اهل آلمان است.